# 栗ケ沢城
栗ケ沢城（くりがさわじょう）は、千葉県松戸市栗ケ沢字北之内及び同市根木内字殿内、同市小金原にかけてあった日本の城。室町時代後期から、戦国・安土桃山時代にかけて存在したとされている。

## 概要
寛正元年（1460年）高城胤忠の築城とされている（「高城家由来書」）が、永正3年（1506年）に高城胤吉が栗ケ沢に陣を構えたのを由来とする説もある（「万満寺記」）。ただし、「本土寺過去帳」には、永享9年（1437年）に「クリカサワ」において高城四郎右衛門清高という人物が没した事が記されており、15世紀前期には原氏の代官としての高城氏の居館が栗ケ沢にあったとも考えられる。
高城氏の拠点は後に根木内城・小金城に移るが、高城胤則の代には重臣田島時定が栗ヶ沢の城代を務めていた（「東葛飾郡誌」）という。

## 構造
現在は土地開発によって整地されて松戸市立根木内中学校及びユーカリ交通公園を中心とした住宅地となっており、当時の遺構を確認する事すら困難であるが、古い地図に基づけば、坂川・富士川最上流域の北側に突出した北之内と呼ばれていた台地上に城郭が南北350メートル・東西120－150メートルにわたって広がっていたと推定されている。更にそこから東南に伸びた谷津に突出した殿内と呼ばれる丘の上には城郭に付随する形で居館部があったと考えられている。
なお、城郭部の約500メートル北の台地上には高城氏の次の拠点であったとされている根木内城が存在していた。